# Lekkoatletyka na Letnich Igrzyskach Olimpijskich 2012 – bieg na 10 000 m mężczyzn
Bieg na 10 000 metrów mężczyzn – jedna z konkurencji lekkoatletycznych rozgrywanych podczas igrzysk olimpijskich w Londynie.
Obrońcą tytułu mistrzowskiego z 2008 roku był Etiopczyk Kenenisa Bekele.
Ustalone przez IAAF minima kwalifikacyjne do igrzysk wynosiły 27:45,00 (minimum A) oraz 28:05,00 (minimum B).

## Terminarz
Czas w Londynie (UTC+01:00)
| Data                    | Godzina | Zawody |
| ----------------------- | ------- | ------ |
| Sobota, 4 sierpnia 2012 | 21:15   | Finał  |

## Rekordy
|                   | Zawodnik        | Wynik    | Miejsce  | Data             |
| ----------------- | --------------- | -------- | -------- | ---------------- |
| Rekord świata     | Kenenisa Bekele | 26:17,53 | Bruksela | 26 sierpnia 2005 |
| Rekord olimpijski | Kenenisa Bekele | 27:01,17 | Pekin    | 17 sierpnia 2008 |
| Listy światowe    | Wilson Kiprop   | 27:01,98 | Eugene   | 1 czerwca 2012   |

## Rezultaty

### Finał
| Poz. | Zawodnik                    | Reprezentacja     | Rezultat | Uwagi |
| ---- | --------------------------- | ----------------- | -------- | ----- |
|      | Mohamed Farah               | Wielka Brytania   | 27:30.42 |       |
|      | Galen Rupp                  | Stany Zjednoczone | 27:30.90 |       |
|      | Tariku Bekele               | Etiopia           | 27:31.43 |       |
| 4    | Kenenisa Bekele             | Etiopia           | 27:32.44 |       |
| 5    | Bidan Muchiri Karoki        | Kenia             | 27:32.94 |       |
| 6    | Zersenay Tadese             | Erytrea           | 27:33.51 |       |
| 7    | Teklemariam Medhin          | Erytrea           | 27:34.76 |       |
| 8    | Gebre-egziabher Gebremariam | Etiopia           | 27:36.34 |       |
| 9    | Polat Kemboi Arıkan         | Turcja            | 27:38.81 | PB    |
| 10   | Moses Kipsiro               | Uganda            | 27:39.22 |       |
| 11   | Cameron Levins              | Kanada            | 27:40.68 |       |
| 12   | Moses Ndiema Masai          | Kenia             | 27:41.34 |       |
| 13   | Dathan Ritzenhein           | Stany Zjednoczone | 27:45.89 |       |
| 14   | Robert Kajuga               | Rwanda            | 27:56.67 | PB    |
| 15   | Nguse Tesfaldet             | Erytrea           | 27:56.78 |       |
| 16   | Thomas Ayeko                | Uganda            | 27:58.96 |       |
| 17   | Moukheld Al-Outaibi         | Arabia Saudyjska  | 28:07.25 |       |
| 18   | Mohammed Ahmed              | Kanada            | 28:13.91 |       |
| 19   | Matthew Tegenkamp           | Stany Zjednoczone | 28:18.26 |       |
| 20   | Ben St.Lawrence             | Australia         | 28:32.67 |       |
| 21   | Diego Estrada               | Meksyk            | 28:36.19 |       |
| 22   | Yuki Sato                   | Japonia           | 28:44.06 |       |
| 23   | Ayad Lamdassem              | Hiszpania         | 28:49.85 |       |
| 24   | Daniele Meucci              | Włochy            | 28:57.46 |       |
| 25   | Christopher Thompson        | Wielka Brytania   | 29:06.14 |       |
| 26   | Mykoła Labowskij            | Ukraina           | 29:32.12 |       |
| –    | Ali Hasan Mahboob           | Bahrajn           | –        | DNF   |
| –    | Bayron Piedra               | Ekwador           | –        | DNF   |
| –    | Wilson Kiprop               | Kenia             | –        | DNF   |